# Albert Haacke

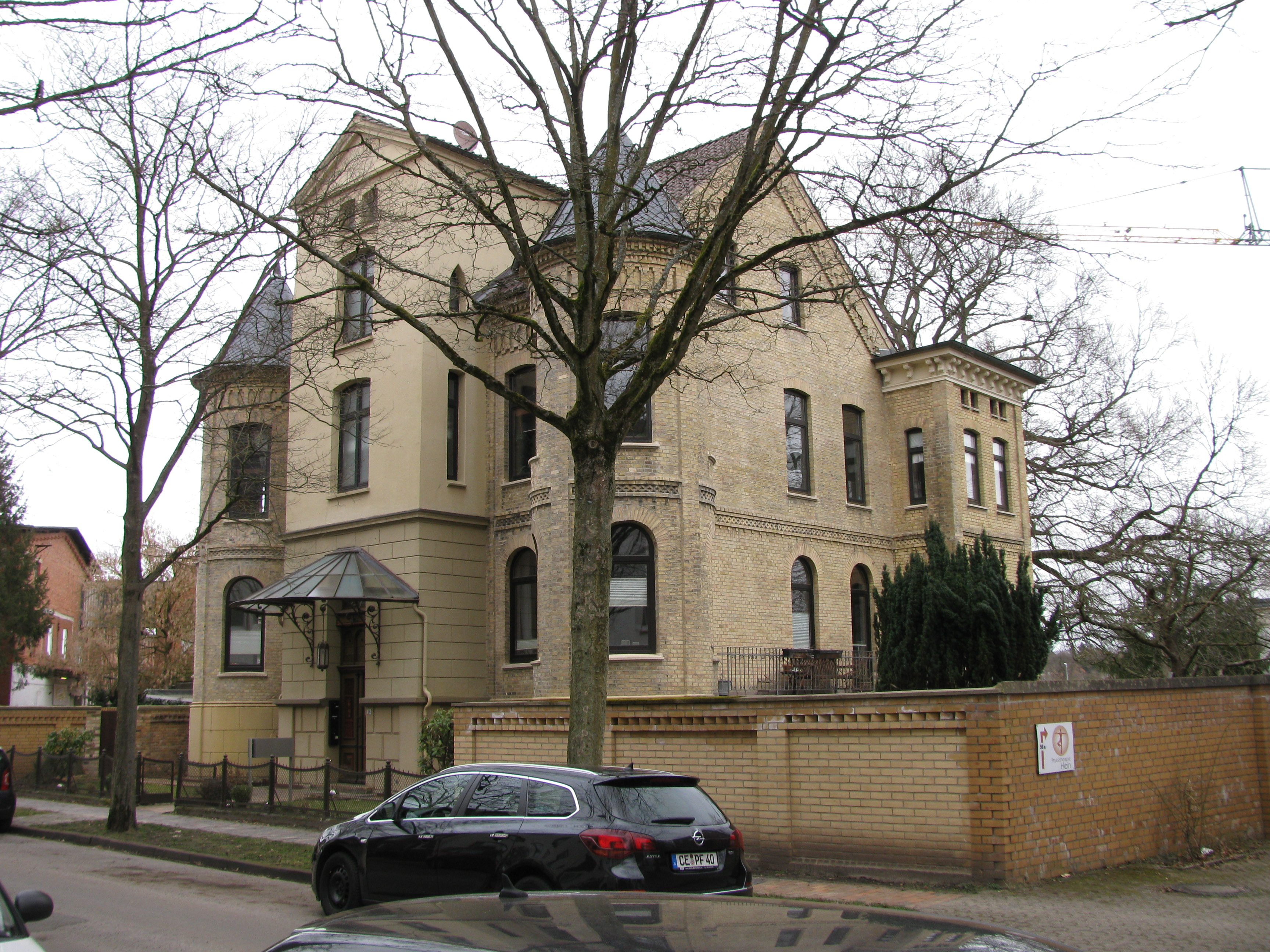
Wohnsitz von Albert Haacke in der Speicherstraße in Celle

Albert Haacke (* 1854; † 1935) war in Celle Baustofffabrikant, Senator und auch Stifter.

## Geschichte
Die noch heute in Celle existierende Firma Haacke wurde 1885 und nicht 1879, wie oft zu lesen ist, von dem Senator Albert Haacke gegründet. Die Firma Haacke-Haus stellt seit ihrer Gründung Isoliermittel gegen Wärme, Kälte und Schall und montiert diese. Den Firmensitz der ehemaligen Firma errichtete 1879 Wilhelm Berkefeld, dessen Mitarbeiter Haacke war. Die Berkefeld-Filter wurde ihm von Berkefeld zum Kauf angeboten, für den er in Großbritannien als Vertreter tätig war um Absatzmöglichkeiten zu erschließen. Er erwarb das Gebäude 1892 und 1885 dessen Firma von Berkefeld. Haacke war zuvor Vertreter der Berkefeld-Filter in Großbritannien, beschäftigte sich aber bereits nebenher mit dem Verkauf von Isolierstoffen und gründete – unter Kapitalbeteiligung von Berkefeld – die Firma A.Haacke & Co. Haacke steht im Patentblatt für das Jahr 1894 mit der Patentnummer H. 14974 für Wärmeschutzbekleidung mit Asbestpelz. Haacke hatte aber weitere Patente. Das ist aber nicht die einzige geschäftliche Unternehmung Haackes geblieben. Im Jahre 1898 gründete der spätere Senator Haacke zusammen mit 41 Gesellschaftern die Celler Schleppschiffahrtsgesellschaft. Diese baute 1904 bis 1907 den Celler Hafen. Haacke hatte seinen Wohnsitz in der Speicherstraße unweit des Celler Hafens.
Haacke stiftete anlässlich des 25sten Amtsjubiläum des Celler Oberbürgermeisters Wilhelm Denicke 1912 den Schäferbrunnen der Stadt Celle, den 1907 der Bildhauer Bernhard Frydag schuf.
In Celle gibt es die nach ihm benannte Senator-Haacke-Straße. 